# Escudo de Madeira
El escudo de la Región Autónoma de Madeira aparece descrito en el Decreto Legislativo Regional número 11/91/M, de 24 de abril. 
En este escudo figura la cruz de la Orden de Cristo en un campo de azur terciado en palo de oro (fondo de color azul dividido por una barra vertical de color amarillo o dorado).
Sostienen el escudo dos figuras de focas monje, en sus colores naturales. Timbra un yelmo de oro, de frente, forrado de gules (rojo) con burelete de plata y azur, y lambrequines de oro y azur surmontado por una cimera con forma de Esfera armilar, del mismo metal (color) que el yelmo.
Bajo los soportes, en una cinta, puede leerse el lema de esta región autónoma portuguesa: «DAS ILHAS, AS MAIS BELAS E LIVRES» (De las islas, las más bellas y libres)
- Datos: Q901629
- Multimedia: Coats of arms of Madeira / Q901629